# Torrecilla de Alcañiz
Torrecilla de Alcañiz – gmina w Hiszpanii, w prowincji Teruel, w Aragonii, o powierzchni 26,76 km². W 2011 roku gmina liczyła 447 mieszkańców.